# Свобода (Волгодонской район)
Свобо́да — посёлок в Волгодонском районе Ростовской области.
Входит в состав Победенского сельского поселения.

## География
Посёлок расположен на южном берегу Нижнедонского оросительного канала.

## История
Посёлок Свобода в июне 2000 года передан из состава Большеорловского сельсовета Мартыновского района в Победовский сельсовет Волгодонского района.
С момента образования Победенского сельского поселения Волгодонского района в ноябре 2005 года — посёлок Свобода находится в его составе.

## Население
| 1989 | 2002 | 2010 |
| ---- | ---- | ---- |
| 16   | ↗31  | ↗42  |

На 1 января 2009 года в посёлке проживало 30 человек, из которых 6 — пенсионеры и 6 — дети дошкольного и школьного возраста.

## Улицы
В посёлке имеется одна улица — Канальная.